# گواتاپی
گواتاپی (به اسپانیایی: Guatapé) یک منطقهٔ مسکونی در کلمبیا است که در Eastern Antioquia Subregion واقع شده‌است.